# Hr.Ms. Maria R. Ommering (1939)
Hr.Ms. Maria R. Ommering (FY 1785) was een Nederlandse hulpmijnenveger. Het schip was gebouwd als IJM 7 door de Britse scheepswerf Smith's Dock Co. Ltd. in Middlesbrough.

## De Maria R. Ommeringen tijdens de mobilisatie in 1939
Het schip werd gevorderd als gevolg van het afkondigen van de mobilisatie op 29 augustus 1939. Nadat het schip was omgebouwd tot boeienschip 3 werd het op 27 september 1940 in dienst genomen. De Maria R. Ommering was een van in totaal tien trawlers die in augustus 1939 zijn gevorderd. De andere negen trawlers waren: Amsterdam, Aneta, Azimuth, Alkmaar, Bloemendaal, Ewald, Hollandia, Walrus, Witte Zee.

## De Maria R. Ommeringen tijdens de Tweede Wereldoorlog
Na de val van Nederland wist de Maria R. Ommeringen uit te wijken naar het Engeland. In Engeland werd het schip omgebouwd tot hulpmijnenveger. Het schip was daar verbonden aan de 64ste mijnenvegergroep te Milford Haven, andere schepen bij deze groep waren: Andijk, Bloemendaal en Rotterdam. Op 7 april 1941, tijdens een veegactie in Milford Haven, raakte het schip beschadigd door een mijnexplosie. Het schip werd op 30 april 1943 overgedragen aan de Britse marine. Na de Tweede Wereldoorlog werd het schip door de Britse marine in februari 1946 teruggegeven aan de eigenaar.